# Boromo (departamento)
Boromo é um departamento ou comuna da província de Balé no Burkina Faso. A sua capital é a cidade de Boromo.
Em 1 de julho de 2018 tinha uma população estimada em 39038 habitantes.